# پروتو موتورز
پروتو موتورز یک شرکت تولیدکننده خودروهای اسپرت کره‌ای است که در سال ۱۹۹۷ تأسیس شده‌است. پروتو با شرکت‍های کیا موتورز، هیوندای و جی‌ام دوو شراکت دارد. این شرکت خودروی اسپیرا را در چهارمین نمایشگاه خودروی سئول معرفی کرده‌است.